# Enmannsche Kaisergeschichte
Enmannsche Kaisergeschichte (trong tiếng Anh thường gọi là Enmann's Kaisergeschichte) là một thuật ngữ hiện đại nói về một tác phẩm lịch sử Latinh giả định được viết vào thế kỷ thứ 4 nhưng nay đã thất truyền. Học giả người Đức Alexander Enmann vào năm 1884 đã mang ra so sánh một số tác phẩm lịch sử cuối thời La Mã và tìm thấy nhiều điểm tương đồng, khó mà giải thích bởi mối quan hệ văn học trực tiếp giữa các tác phẩm còn tồn tại (Eine verlorene Geschichte der roemischen Kaiser und das Buch De viris illustribus urbis Romae). Enmann đã mặc nhiên công nhận lý thuyết về một tác phẩm lịch sử đã thất truyền, vốn là nguồn sử liệu mà giới sử gia thường hay dùng bao gồm Aurelius Victor, Eutropius và tác giả của bộ Historia Augusta. Tác phẩm này không được bất cứ sử gia cuối thời La Mã nào đề cập đến thế nhưng sự phân tích của Enmann đến nay phần lớn đều được chấp nhận và sửa đổi. Tuy nhiên, có một số học giả, đặc biệt là den Boer vẫn nghi ngờ về sự tồn tại của nó dù đa số đều chấp nhận nó.
Kaisergeschichte (Lịch sử các vị Hoàng đế) là tên gọi của một bộ lược sử. Nó bao trùm cả một thời kỳ tính từ hoàng đế Augustus cho đến năm 337 hoặc 357. Từng được các sử gia như Aurelius Victor, Eutropius, Festus, Historia Augusta, Jerome, bộ sử vô danh Epitome de Caesaribus và các tác giả khác sống vào thời La Mã hậu kỳ sử dụng làm tư liệu tham khảo cho tác phẩm của mình.